# A proposito di Brian
A proposito di Brian (What About Brian) è una serie televisiva creata da Dana Stevens e coprodotta da Bad Robot Productions di J. J. Abrams e da Touchstone Television.
La serie, andata in onda negli Stati Uniti dal 16 aprile 2006, al 26 marzo 2007 sulla ABC, e in Italia trasmessa in anteprima dal canale satellitare Fox Life e in chiaro da Rai 2 dal 2 giugno 2008, è stata cancellata nel maggio 2007, dopo due stagioni e 24 episodi.
Partito molto bene oltreoceano, la serie nei primi episodi aveva ottenuto uno share del 14%, confermandosi lo show più visto nella fascia d'età tra i 18/49 anni, prospettive ottime per la rete che, visto il successo dell'ultimo episodio della prima stagione - vista da 3,3 milioni di persone - decise per la seconda stagione di aggiungere puntate extra.
Nonostante il tanto clamore i fan non hanno mai potuto assistere al finale della serie perché il 25º episodio, scritto e pronto per la messa in onda, non fu mai girato.
La serie, presentata al Telefilm Festival 2006, ha come sigla di apertura la canzone dei Low Stars Calling All Friend. Il brano è ispirato alla canzone dei Led Zeppelin, Hey hey, what I can do.
La serie segna l'esordio in una serie americana di Raoul Bova.
In Spagna il titolo della serie è diventato Que Hacemos con Brian (Che facciamo con Brian?).

## Trama
Tutti gli amici di Brian hanno trovato l'anima gemella: Nicole ed Angelo si sono appena sposati, Dave e Deena lo sono da tempo, mentre Marjorje e Adam si sono appena fidanzati. L'unico scapolo della compagnia è proprio Brian, il quale, alla soglia dei 32 anni, inizia a chiedersi se troverà mai la donna della sua vita, o meglio si domanda perché è così difficile trovarla. Un motivo, forse, c'è: si è invaghito della compagna del suo migliore amico...

## Episodi
| Stagione         | Episodi | Prima TV originale | Prima TV Italia |
| ---------------- | ------- | ------------------ | --------------- |
| Prima stagione   | 5       | 2006               | 2006            |
| Seconda stagione | 19      | 2006-2007          | 2007            |